# Wilhelm Grimm
Wilhelm Karl Grimm (født 24. februar 1786 i Hanau i Hessen, døde 16. december 1859 i Berlin) var en tysk sprog- og litteraturforsker og samler af eventyr og sagn. Han var den yngste af Brødrene Grimm.
Hans livsforløb og gerning er stærkt forbundet med hans bror, Jacob Grimm. I 1831 tiltræder Wilhelm Grimm et professorat ved Universitet i Göttingen. Da han havde underskrevet Göttinger Siebenprotestskrivelsen i 1837 blev han afsat fra sit embede. 
Den preussiske konge Friedrich Wilhelm IV bad i 1841 Wilhelm Grimm og hans bror Jacob om at komme til Berlin, hvor de slog sig ned. Samme år, blev de medlemmer af det preussiske Videnskabernes Akademi. Wilhelm Grimm underviste i 18 år til sin død på Humboldt Universitetet i Berlin og arbejdede sammen med sin bror på deres tyske ordbog. 
Wilhelm og Jacob Grimm grundlage germanske oldtidsforskning, germansk lingvistik og tysk filologi. 
De var også kendt for eventyrsamlingen Grimms eventyr.
Wilhelm Grimm offentliggjorte blandt andet også gamle danske sange, ballader og eventyr.